# Consul
Pentru consuli diplomatici moderni, vezi Consul (diplomat).
Consul (abrev. cos.) a fost cel mai înalt oficiu ales prin vot al Republicii Romane și un oficiu electoral în timpul Imperiului.
După expulzarea lui Tarquinius Superbus și sfârșitul Regatului Roman, toate puterile și autoritatea regelui au fost date consulilor nou-instituiți. Oficiul de consul se crede că datează din vremea stabilirii tradiționale a Republicii în 509 î.Hr., deși istoria veche este parțial legendară, iar succesiunea consulilor nu este continuă în secolul al V-lea î.Hr.. Consulii executau îndatoriri religioase, dar și militare.; citirea augurilor era un pas esențial înaintea conducerii armatei pe câmpul de luptă.
Sub Republică, vârsta minimă pentru alegerea unui consul era de 40 de ani pentru patricieni și 42 pentru plebei. Doi consuli erau aleși anual, servind împreună cu drept de veto asupra acțiunilor fiecăruia. Anul serviciului lor era cunoscut după numele lor: de exemplu, anul 59 î.Hr. era numit de către romani „consulatul lui Cezar și Bibulus“, din moment ce colegii consulatului erau Iulius Cezar și Marcus Calpurnius Bibulus (însă Cezar a dominat acel consulat atât de categorit încăt s-a făcut referire în glumă asupra acestuia sub „consulatul lui Iulius și Cezar“).
În latină, consules înseamnă „aceia care merg împreună“. Dacă un consul murea în timpul termenului său (nu neobișnuit văzând poziția consulilor în prim planul bătăliei), unul altul era ales, fiind cunoscut apoi sub consul sufect (cos. suff.).
Conform tradiției, consulatul a fost inițial rezervat patricienilor; doar în 367 î.Hr. au câștigat plebeii dreptul de-a participa la acest oficiu, atunci când lex Licinia Sextia a stipulat că cel puțin un consul al fiecărui an ar trebui ales din rândul plebeilor. Primul consul plebeu a fost ales în anul următor, în persoana lui Lucius Sextius. Istoricii moderni, însă, au chestionat relatarea tradițională privind emanciparea plebeilor în timpul Republicii timpurii (vezi Conflictul Ordinelor), notând, de exemplu, că aproximativ treizeci la sută dintre consulii anteriori lui Sextius aveau nume plebee, nu patriciene.
În timpul războiului, criteriul primar pentru consuli era priceperea militară și reputația, însă în toate timpurile selecția era de factură politică. Odată cu trecerea timpului, consulatul a devenit punctul de oprire normal al cursus honorum, succesiunea de oficii urmărită de către romanii ambițioși. Începând cu Republica târzie, după terminarea unui an consular, un fost consul servea ca proconsul și devenea guvernatorul uneia dintre provinciile Romei.
Când August a instalat Imperiul, a schimbat natura oficiului, înlăturându-i majoritatea puterilor. Deși reprezenta o mare onoare și o necesitate pentru alte oficii, mulți consuli demisionau la jumătatea anului pentru a permite altora să-și încheie mandatele de sufecți. Cei care dețineau oficiul în data de 1 ianuarie, cunoscuți drept consules ordinarii, aveau onoarea de a asocia anului numele lor. Ca rezultat, aproape jumătate din bărbații care au deținut rangul de pretor puteau să atingă și consulatul. Uneori acești consuli sufecți demisionau în schimb, iar alți astfel de sufecți erau numiți. Aceasta a ajuns la extremul său sub Commodus, când în 190 d.Hr. douăzecișicinci de persoane au deținut funcția de consul.
În timpul Imperiului, împărații numeau frecvent protejați sau rude fără vreo cerință a vârstei. De exemplu, Împăratul Honorius a primit consulatul la nașterea sa.
Deținerea consulatului era aparent o astfel de onoare încât până și efemerul Imperiul Galic a avut câteva perechi de consuli în timpul existenței sale (260–274). Lista de consuli pentru acest stat este incompletă, formată pe baza inscripțiilor și monedelor.
Una dintre reformele lui Constantin I a fost de a numi unul dintre consuli orașului Roma, iar celălalt Constantinopolului. Astfel, când Imperiul Roman a fost divizat în două la moartea lui Theodosius I, împăratul fiecărei părți a primit dreptul de a numi unul dintre consuli— deși un imperator i-a permis colegului său să numească ambii consuli din diverse considerente. Ca un rezultat, după finalul formal al Imperiului Roman, în vest timp de mulți ani a fost numit un singur consul. Acestui rang i-a fost permisă în cele din urmă căderea în timpul domniei lui Iustinian I: întâi cu consulul Romei în 534, Decius Paulinus, apoi cu cel al Constantinopolului în 541, Flavius Basilius Junior.
Pentru o listă completă de consuli romani, vezi:
- Listă de consuli în timpul Republicii Romane (înainte de 33 î.Hr.)
- Listă de consuli în timpul Imperiului Roman timpuriu (33 î.Hr.‑192 d.Hr.)
- Listă de consuli în timpul Imperiului Roman târziu (după 192 d.Hr.)

## Consuli francezi
În 1799, Franța revoluționară a decretat o constituție care conferea puteri executive supreme asupra a trei oficiali care purtau titlul de „consul“. În realitate, însă, statul se afla sub controlul Primului Consul, Napoleon Bonaparte. La început consulii dețineau oficiul pentru o perioadă de zece ani, deși în 1802 Bonaparte a fost declarat Prim Consul pe viață (consulatul pe viață a fost introdus și pentru Consulul Secund și Terțiar). Consulatul francez a încetat din existență când Bonaparte a fost declarat Împărat al Franței în 1804.

## Vezi și
- Listă de articole despre Roma antică
- Instituții politice ale Romei